# Владислав Пожога
Владислав Пожога (пол. Władysław Pożoga; 8 січня 1923, Сержави, Друга Річ Посполита — 6 квітня 2015, Варшава, Третя Річ Посполита) — польський комуністичний генерал, один з керівників держбезпеки та спецслужб ПНР, член ЦК ПОРП. Під час німецької окупації — партизан Армії Людова. Функціонер репресивного апарату МГБ, КГБ й СБ, активний учасник придушення антикомуністичного повстанства 1940-х років, робітничих протестів 1970 року, протистояння з профспілкою Солідарність. У 1981—1989 роках, включно з періодом воєнного стану — керівник Служби розвідки та контррозвідки, заступник міністра внутрішніх справ генерала Кіщака. Вважався партійно-силовим інтелектуалом, брав участь у розробці стратегічних проєктів розвитку ПНР. У період перетворення ПНР на Третю Річ Посполиту — посол у Болгарії. Після відставки у Третій Речі Посполитій виступав як обізнаний свідок історичних подій.

## Контрповстанська служба
Народився у селянській сім'ї. Під час німецької окупації приєднався до Гвардії Людова та вступив до комуністичної ПРП. Воював проти окупантів в Армії Людовій. Після закінчення Другої світової війни вступив на службу до Міністерства громадської безпеки (МГБ).
Брав участь у придушенні антикомуністичного повстанського руху NSZ, WiN, УПА. За цю діяльність був засуджений до смерті повстанським трибуналом NSZ, через що змушений був залишити Кельцьке воєводство. З липня 1945 року служив у Жешувському воєводському управлінні безпеки по лінії I (контррозвідка) та IV (економіка) департаментів МГБ. Отримав молодше офіцерське звання хорунжий. У жовтні 1946 року Пожога наказав секретному агенту МГБ Єжи Вауліну ліквідувати партизанського командира NSZ Антонія Жубрида. Наказ виконано, Жубрида з дружиною Яніною вбито.
У 1947—1948 року підпоручник Пожога відвідував курси слідчих Центральної школи МГБ у Лодзі. Потім у званні поручника знову служив у Жешувському управлінні. З вересня 1951 року переведений до Бидгоща, до кінця 1953 року очолював кадровий відділ і секретаріат управління безпеки. З 1954 року, після розформування МГБ — офіцер Комітету громадської безпеки (КГБ), очолював секретаріат Бидгощського управління КГБ. Повністю підтримував сталінський режим Болеслава Берута, перебував в урядущій компартії ПОРП.

## Функціонер МВС
28 листопада 1956 року нове керівництво ПОРП на чолі з Владиславом Гомулкою провело реформу каральних органів і спецслужб. Засноване Міністерство внутрішніх справ об'єднало громадянську міліцію та Службу держбезпеки (СБ). Управління безпеки включено до комендатури міліції. Владислав Пожога у званні капітана перейшов у Бидгощську воєводську комендатуру (комендантом був підполковник Хойнацький). З 1959 року — начальник 2 відділу (контррозвідка) по лінії СБ.
У червні 1961 року майора Пожогу переведено на аналогічну посаду у Гданську воєводську комендатуру (комендантом був полковник Кольчинський). З серпня 1968 року у званні підполковника — заступник (поряд із полковником Пехником), з червня 1970 року у званні полковника — перший заступник коменданта Кольчинського по СБ. На цій посаді Пожога брав активну участь у придушенні студентських заворушень 1968 року та робітничих протестів 1970 року. У другому випадку сталося масштабне кровопролиття. Підлегла Владиславу СБ опікувалася у Тримісто наступні репресії проти протестувальників. Пожога формував мережу інформаторів, опікувався переслідуванням і вербуванням опозиційних активістів, зокрема Леха Валенси. Жорстко обстоював принципи партократії ПОРП, комуністичної держави та «реального соціалізму».
Зміна партійно-державного керівництва, відставка Гомулки та прихід до влади Едварда Герека не підірвали позиції Пожоги. З лютого 1973 року він служив у центральному апараті МВС ПНР. 10 травня 1973 року призначено начальником (директором) II департаменту МВС — контррозвідка (змінив полковника Крупського). У 1974 році отримав звання генерал бригади.
У веденні II департаменту була боротьба з іноземними розвідками (насамперед західнонімецькою БНД, американським ЦРУ та британським МІ6), іноземними націоналістичними організаціями (передусім українськими, російськими, білоруськими та литовськими), контроль над громадянами ПНР, які виїжджають за кордон, блокування ворожих радіопередач, оперативний контроль за зовнішньоторговельними операціями. Водночас з часів Департаменту контррозвідки RBP ця служба брала активну участь у політичних репресіях. Департамент тісно співпрацював з ПГУ КДБ СРСР, II відділом МДБ НДР, II управлінням чехословацької StB. У Москві для постійного контакту діяла Оперативна група «Вісла».

## У боротьбі з «Солідарністю»
Серпневий страйковий рух 1980 року призвів до створення незалежної профспілки Солідарність. Едвард Герек та його найближче оточення пішли у відставку. Першим секретарем ЦК ПОРП став Станіслав Каня. Відбулися суттєві зміни і в апараті МВС. 22 вересня 1980 року Владислава Пожогу призначено заступником нового міністра внутрішніх справ Мирослава Мілевського (на керівництві контррозвідкою його змінив полковник Саревич).
Генерал Пожога не належав безпосередньо до «партійного бетону» (подібно до генерала Мілевського, генерала Стахури, генерала Цястоня, полковника Вальчинського, полковника Платека). Однак він також був непримиренним супротивником «Солідарності». Навколо Пожоги формувався свого роду «мозковий трест» держбезпеки, який вишукував способи «приручення» профспілки та розкладання зсередини шляхом спецоперацій, інсинуацій, інтриг, таємного шантажу. Також у завдання Пожоги як куратора контррозвідки входило оперативне відстеження намірів союзників за Варшавським договором, особливо влади НДР, яка прагнула надати «братську допомогу» ПОРП.
У липні 1981 року міністром внутрішніх справ ПНР призначено генерала Чеслава Кіщака. Виходець з військової розвідки, Кіщак з підозрою ставився до кадрів держбезпеки, особливо пов'язаних з Мілевським. Однак Пожога зумів довести лояльність і новому міністрові, і генералу Войцеху Ярузельському, який з лютого очолював уряд ПНР, з жовтня ЦК ПОРП. Він став одним з найближчих сподвижників і довірених осіб Кіщака. Позитивно ставилися до Пожоги у керівництві КДБ СРСР, зокрема персонально Юрій Андропов.
22 листопада 1981 року під час «кіщаківської реформи» в МВС створено укрупнені структури, зокрема Служба розвідки та контррозвідки (SWK), яка об'єднала I та II департаменти. Паралельно велася прискорена підготовка до встановлення у ПНР воєнного режиму. Начальником SWK призначено генерала Пожогу. Особливу роль у цій системі грав 11 відділ I департаменту («боротьба з ідеологічними диверсіями») на чолі з полковником Маковським — ця структура безпосередньо взаємодіяла зі Службою безпеки генерала Цястоня та задіяна у політичних репресіях.
13 грудня 1981 року у Польщі введено воєнний стан. Влада перейшла до Військової ради національного порятунку (WRON) під головуванням генерала Ярузельського. «Солідарність» заборонено, тисячі активістів інтерновано, опір придушувався військовою силою.
Генерал Пожога, на відміну від генерала Кіщака, не перебував у WRON. Однак він був одним з найвпливовіших керівників МВС. Як заступник міністра він курирував «зовнішнє забезпечення» (інший заступник генерал Стахура завідував внутрішніми репресіями). Пожога був одним з трьох функціонерів — з Кіщаком і Стахурою — хто безпосередньо звітував перед Ярузельським по лінії МВС. Він брав участь у плануванні створення «псевдоСолідарності», керованої владою профспілки, але цей проєкт зазнав повної невдачі. З 1983 року мав звання генерал дивізії.

## За Кіщака проти Мілевського
У середині 1980-х років, вже після скасування воєнного стану, Пожога брав активну участь у верхівковій інтризі, яка посилила позиції Кіщака та його групи. «Прагматики-центристи» на чолі з Ярузельським і Кіщаком розгорнули наступ на «фракцію „бетону“». Головним конкурентом Кіщака був Мілевський, на той час член Політбюро та секретар ЦК, який займався МВС. Вбивство Єжи Попелушко, скоєне офіцерами спецгрупи IV департаменту, викликало загальне обурення в країні та сильно підірвало позиції Мілевського.
Ініційовано розслідування Afera Żelazo — кримінальних операцій розвідки ПНР у західноєвропейських країнах, якими у 1970-х роках керував Мілевський. Спеціальну комісію МВС очолював Пожога. Сам Мілевський з підлеглими зазнавав принизливих допитів. В результаті у травні 1985 року Мілевського знято з усіх посад (ще раніше, у 1983 році, усунено з МВС Стахуру).
На X з'їзді ПОРП влітку 1986 року генерала Кіщака кооптовано у Політбюро, генерала Пожогу — у ЦК ПОРП (був також членом редколегії органу ЦК «Nowe Drogi»). 17 грудня 1986 року генерала Пожогу призначено першим заступником міністра внутрішніх справ ПНР.

## Аналітик і стратег реформ
У 1986 році партійно-державне керівництво, під впливом громадського відторгнення та радянської Перебудови, перейшло до соціально-політичного маневрування (звільнення політв'язнів, господарські зміни, припущення деяких дискусій). Ярузельський сформував групу розробки комплексу реформ. «Порятунок ПНР, що розвалюється» доручено «команді трьох» — секретареві ЦК Станіславу Чосеку, прессекретарю уряду Єжи Урбану, заступнику міністра внутрішніх справ Владиславу Пожозі. Включення до команди відбивало становище SWK МВС як партійно-державного аналітичного центру та репутацію Пожоги як «головного інтелектуалу держбезпеки». Через нього над процесом забезпечувався контроль Кіщака.
Команда трьох рекомендувала продовження лібералізації, діалог з опозицією, ринкові реформи. При цьому не ставилося під сумнів збереження влади ПОРП. У тому ж ключі витримано меморандуми МВС, які надходили Ярузельському. Пожога схилялася до розділення влади з опозицією з покладенням на неї відповідальності за соціальні труднощі та таким витонченим шляхом зміцнити режим ПОРП. Ці установки почали реалізовуватися після нової страйкової хвилі влітку 1988 року — на переговорах у Магдаленці та Круглому столі. Владислав Пожога характеризується як один з «архітекторів» цих процесів, представник «комуністичного мозкового тресту», «зберігач секретів Кіщака».
Перші ж альтернативні вибори 4 червня 1989 року завершилися перемогою «Солідарності». Розпочався процес усунення ПОРП від влади та перетворення ПНР на Третю Річ Посполиту. 24 серпня 1989 року уряд очолив представник «Солідарності» Тадеуш Мазовецький. 17 жовтня 1989 року Владислав Пожога залишив МВС (до відставки Кіщака його першим заступником був генерал Данковський). Він ще залишався на держслужбі його направлено послом Польщі до Болгарії. Залишався на цій посаді близько півтора року, але політичної ролі не грав ні у внутрішній політиці, ні у дипломатії. У травні 1991 року вийшов на пенсію. Менш ніж за рік до того Кіщак поступився МВС Кшиштофу Козловському.

## Свідок історії
У новій Польщі Владислав Пожога дистанціювався від прямої участі у політиці. До судової відповідальності він також не притягувався (на відміну від Ярузельського, Кіщака, Мілевського, Стахури, Цястоня, Платека). Прямої участі Пожоги у репресіях незадокументовано, звинувачень у комуністичних злочинах проти нього не висувалося. На судовому процесі над Єжи Вауліним не вдалося документально підтвердити наказ Пожоги про вбивство Антонія Жубрида.
У 1995 році Пожога відповідав у сеймі на питання Комісії конституційної відповідальності. Інститут національної пам'яті підозрював Пожогу у прихованні архівних документів, але сам він категорично відхиляв такі підозри.
Владислав Пожога вважався яскравою та значною фігурою історії ПНР. Особливу цікавість викликала його поінформованість. Він охоче спілкувався з істориками та ЗМІ. Зазначалося, проте, що Пожога неодноразово змінював свої версії подій, і це не сприяло довірі. Ще 1987 року історик польських спецслужб Генрік Пецух видав «Siedem rozmów z generałem dywizji Władysławem Pożogą» («Сім розмов з генералом дивізії Владиславом Пожогою»). Книга містить подробиці діяльності контррозвідки ПНР і контрповстанських операцій. У 1992 році Пецух видав (перевидано у 1996 році) «Wojciech Jaruzelski tego nigdy nie powie. Mówi były szef wywiadu i kontrwywiadu, pierwszy zastępca Ministra Spraw Wewnętrznych generał dywizji Władysław» («Войцех Ярузельський цього ніколи не скаже: розповідає колишній начальник розвідки та контррозвідки, перший заступник міністра внутрішніх справ генерал дивізії Владислав Пожога»). Пожога давав досить відверті оцінки політиці керівництва ПОРП й МВС 1980-х років.
Помер Владислав Пожога у віці 92 років. Похований на Північному комунальному цвинтарі у Варшаві.